# Marcos Aguinis
Marcos Aguinis (Cruz del Eje, 13 gennaio 1935) è uno scrittore argentino, il cui lavoro è incentrato sulle nozioni di indipendenza, democrazia e reiezione dell'autoritarismo.
È un sostenitore del liberalismo politico e partecipa a seminari e conferenze della Fondazione di Libertà organizzata da Mario Vargas Llosa.

## Biografia
È nato il 13 gennaio 1935 a Cruz del Eje, Córdoba. Figlio di immigrati ebrei, quando aveva sette anni la famiglia ebbe la notizia che suo nonno e il resto della sua famiglia rimasta in Europa erano stati uccisi dai Nazisti. Lo scrittore descrive questo come il momento fondamentale della sua vita, che alla fine lo ha spinto a scrivere nel tentativo di chiudere quella ferita, per riparare il "meccanismo rotto dell'umanità . Ha avuto una vasta formazione internazionale in letteratura, neurochirurgia, psicoanalisi, arte e storia."Ho viaggiato in tutto il mondo, ma ho anche viaggiato in diverse professioni."

## Attività letteraria
Ha pubblicato il suo primo libro nel 1963 e ha scritto quattordici romanzi, diciassette collezioni di saggi, quattro raccolte di racconti e due biografie. La maggior parte dei suoi libri sono diventati bestseller e spesso sono stati discussi. Lo scrittore è stato il primo autore al di fuori della Spagna a ricevere il premio Planeta per il suo libro La Cruz invertida; il suo romanzo  Contro l'Inquisizione (Le gesta del marrano) è stato tradotto in diverse lingue e definito da Mario Vargas Llosa come "canto di libertà". Ha scritto, inoltre, numerosi articoli per giornali e riviste latinoamericani, americani e europei e ha tenuto numeroseconferenze e seminari presso organizzazioni educative, artistiche, scientifiche e politiche in Germania, Spagna, Stati Uniti, Israele, Russia, Italia e in quasi tutti i paesi dell'America Latina.

### Opere
- Romanzi
  - Refugiados: crónica de un palestino (1969)
  - La cruz invertida (1970)
  - Cantata de los diablos (1972)
  - La conspiración de los idiotas (1978)
  - Profanación del amor (1978)
  - El combate perpetuo (1981)
  - La gesta del marrano (1991)
  - Todos los cuentos (1995)
  - La matriz del infierno (1997)
  - Los iluminados (2000)
  - Asalto al paraíso (2002)
  - La pasión según Carmela (2008)
  - Liova corre hacia el poder (2011)
  - La furia de Evita (2013)
  - Las aventuras del joven Trotsky (2013)
  - Sabra (2014, insieme a Gustavo Perednik)
  - La novela de mi vida (2016)
  - Incendio de ideas (2017)

- Raccolte di racconti
  - Operativo Siesta (1977)
  - Y la rama llena de frutos: todos los cuentos (1986)
  - Importancia por contacto (1986)
  - Todos los cuentos (1995)

- Biografie
  - Maimónides, un sabio de avanzada (1963)
  - El combate perpetuo (1981)

- Saggi
  - Carta esperanzada a un general: puente sobre el abismo (1983)
  - El valor de escribir (1985)
  - Un país de novela. Viaje hacia la mentalidad de los argentinos (1988)
  - Memorias de una siembra: utopía y práctica del PRONDEC (Programa Nacional de Democratización de la Cultura) (1990)
  - Elogio de la culpa (1993)
  - Nueva carta esperanzada a un general (1996)
  - Diálogos sobre la Argentina y el fin del Milenio (insieme a monsignor Justo Laguna) (1996)
  - Nuevos diálogos (insieme a monsignor Justo Laguna) (1998)
  - El atroz encanto de ser argentinos (2001)
  - El cochero (2001)
  - Las dudas y las certezas (2001)
  - Las redes del odio (2003)
  - ¿Qué hacer? (2005)
  - El atroz encanto de ser argentinos 2 (2007)
  - ¡Pobre patria mia! (2009)
  - El elogio del placer (2010)

## Attività politica
Durante il periodo della dittatura argentina, la circolazione dei suoi libri era limitata. Ha affrontato argomenti controversi, come il conflitto arabo-israeliano, le lotte all'interno della Chiesa cattolica, le tendenze politiche autoritarie e la rinascita del fondamentalismo etnico e religioso.
Quando la democrazia fu reintrodotta in Argentina, nel dicembre 1983, fu nominato vice segretario e, successivamente, segretario della cultura; in questa carica, ha spinto la "rinascita culturale" del Paese all'epoca. Ha creato il "Programma nazionale per la democratizzazione della cultura" (PRONDEC), finanziato da UNESCO e dalle Nazioni Unite. Per il suo lavoro in questo campo ha ottenuto due candidature per il  Premio UNESCO per l'istruzione e la pace.

## Premi e riconoscimenti
Oltre al premio Planeta (Spagna), ha ricevuto: il premio Fernando Jeno (Messico), il Premio della letteratura ispanica dell'Istituto di calcio della California (USA), il Premio nazionale del libro "EFE" per il suo contributo al rafforzamento della cultura e della lingua latinoamericana; nel 1995 la Società degli scrittori dell'Argentina gli ha conferito il Gran premio d'onore. È stato nominato cavaliere delle arti e delle scienze dalla Francia Ordre des arts et des lettres e ha ottenuto la laurea honoris causa presso l'Università di Tel Aviv nel 2002 e presso l'Università Ebraica di Gerusalemme nel 2010. È stato scrittore distinto in residenza presso l'American University di Washington, DC e scholar di politica pubblica presso il Woodrow Wilson Center (Washington, USA).